# Joan Carlile
Joan Carlile, o Carlell o Carliell (Londra, c. 1606 – Londra, 1679), è stata una ritrattista inglese.
Fu una delle prime donne inglesi note per praticare professionalmente la pittura.

## Biografia

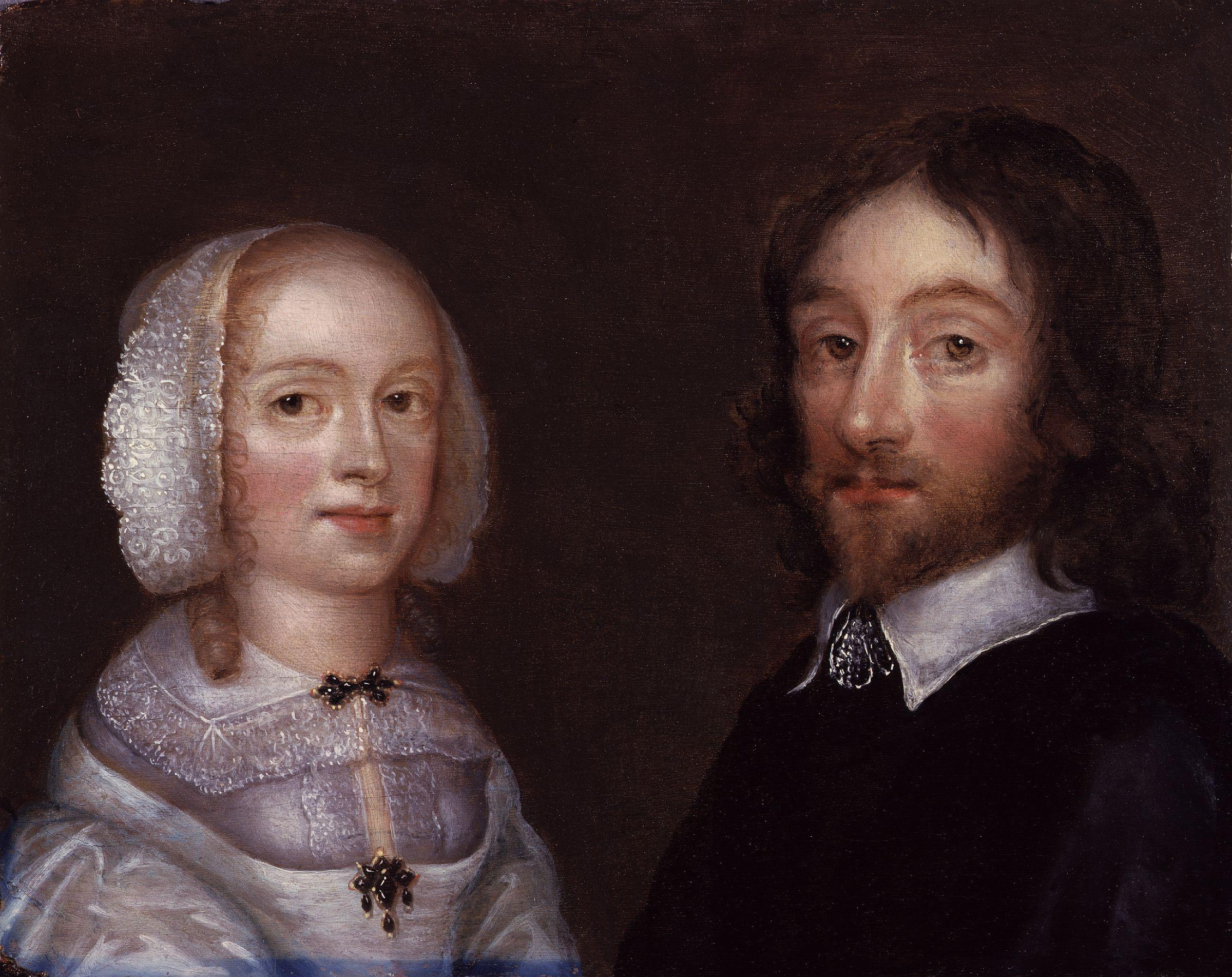
Lady Dorothy Browne e Sir Thomas Browne, ritratto di Joan Carlile

Joan Carlile nacque come Joan Palmer, figlia di William Palmer, un funzionario dei Parchi reali. La Carlile copiava le opere dei maestri italiani e le riproduceva in miniatura. Fu anche una raffinata pittrice per conto proprio.
Nel luglio 1626 sposò Lodowick Carlell o Carlile, Gentiluomo degli Inchini di Carlo I e poeta e drammaturgo, che, come custode/sostituto guardia forestale nel Richmond Park durante il periodo della Repubblica, aveva l'alloggio a Petersham Lodge, che fu demolito negli anni 1690 da Laurence Hyde, I conte di Rochester. La coppia si trasferì a Covent Garden nel 1654 ma ritornò a Petersham due anni più tardi dopo la restaurazione della monarchia, quando a Lodowick fu dato il posto di "Custode della casa di Lodge and the Walk a Petersham". Ritornarono a Londra nel 1665.
Lodowick morì nel 1675 e fu sepolto nel cimitero della chiesa parrocchiale di Petersham (che era allora nel Surrey ed è ora nel quartiere di Londra di Richmond upon Thames). Joan, che viveva all'epoca nella parrocchia di St Martin-in-the-Fields, morì nel 1679, e fu sepolta accanto al marito il 27 febbraio.
Ebbero due figli, James (che si sposò con Ellen; ebbero due maschi, James e Lodowick) e Penelope (sposata con John Fisher, un avvocato della Middle Temple).

## Opere
Il ritratto della Carlile Lady Dorothy Browne e Sir Thomas Browne è conservato nella National Portrait Gallery di Londra. A lei è attribuito anche il ritratto di Sir Thomas Browne nella National Portrait Gallery.
Nel 2016, la Tate acquistò il Ritratto di Dama Ignota della Carlile, che ella dipinse tra il 1650 e il 1655.
Un dipinto del 1648 circa di Elizabeth Murray, II contessa di Dysart, con suo marito e sua sorella è stato attribuito alla Carlile ed è conservato dal National Trust. È in mostra alla Ham House. Un altro dipinto della contessa di Dysart, attribuito alla Carlile, è conservato dalla Fondazione del Castello di Thirlestane.
La Famiglia Carlile con Sir Justinian Isham a Richmond Park è conservato nella Lamport Hall a Lamport (Northamptonshire). Noto anche come Una Caccia al Cervo, La Caccia al Cervo, o Caccia al cervo a Richmond Park, fu esposto nella Tate Gallery nel 1972.
Il suo ritratto a grandezza naturale di una dama, che si crede essere Lady Anne Wentworth, in abito bianco e mantello porpora, si trova in una collezione privata.
Un ritratto in miniatura, attribuito alla Carlile, descritto come Dama, che indossa un abito bianco con spilla sul corpetto... fu venduto all'asta da Sotheby's a Londra nel 2005.